# Ornithobacterium rhinotracheale
Das Bakterium Ornithobacterium rhinotracheale ist der einzige Vertreter der Gattung Ornithobacterium. Es ist der Erreger einer infektiösen Atemwegserkrankung bei Hühnervögeln und spielt auch bei der fibrinösen Serositis der Hühner und Puten eine Rolle. Die Ornithobacterium-rhinotracheale-Infektion ist hoch ansteckend für Hühner und Puten. Zwischen den Serotypen gibt es große Virulenzunterschiede.

## Eigenschaften
O. rhinotracheale ist ein gramnegatives, unbewegliches Stäbchen von 1–3 µm Länge und 0,2–0,9 µm Dicke. Es ähnelt Bakterien aus der Gattung Riemerella und gehört wie diese zur Familie Weeksellaceae. Im Gegensatz zu den genannten Gattungen reagiert es im Katalasetest negativ und im Ureasetest positiv.